# Hüpfreaktion
Die Hüpfreaktion (engl. hopping reaction) ist ein neurologischer Test in der Tiermedizin. Er gehört zu den sogenannten Haltungs- und Stellungsreaktionen.

## Durchführung

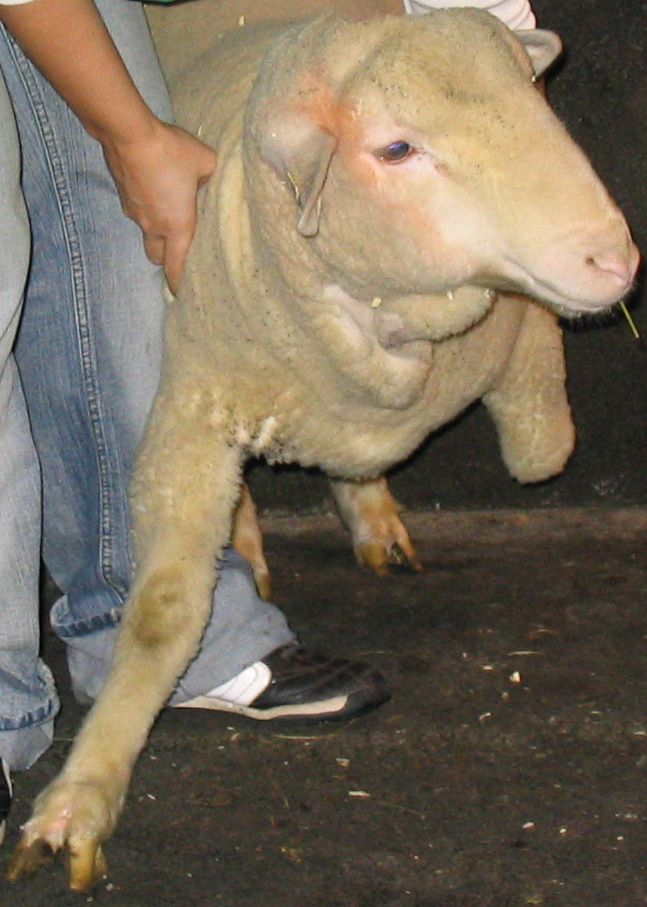
Fehlende Hüpfreaktion des rechten Vorderbeins nach innen bei einem Schaf mit Schlaganfall im Bereich der linken Großhirnhemisphäre

Bei der Hüpfreaktion wird das Tier angehoben, das gesamte Gewicht des Tieres auf das zu testende Bein verlagert und das Tier vorwärts und seitwärts bewegt. Bei schweren Tieren wird nur eine Gliedmaße aufgehoben und das Tier zur Seite geschoben.
Bei ungestörter Reaktion vollführt das Tier eine Hüpfbewegung mit der Gliedmaße, um sie wieder unter den Körperschwerpunkt zu bekommen.

## Diagnostische Wertigkeit
Bei diesem Test sind eine Vielzahl von Funktionen und nahezu alle Abschnitte des Zentralnervensystems gefordert. 
Ist die Antwort verzögert, ist die Schädigung vor allem im Bereich der Propriozeption (aufsteigende Rückenmarksbahnen) zu suchen. Wird die Gliedmaße falsch aufgesetzt, sind Störungen in der Motorik (Parese) die Ursache. Bei zu geringer Korrektur (Hypometrie) können Schädigungen im Großhirn, Hirnstamm oder im Rückenmark vorliegen. Erfolgt ein zu großer Sprung (Hypermetrie), liegt der Schaden vor allem im Kleinhirn.
Das Hüpfen nach innen ist schwieriger und eignet sich damit für das Aufdecken geringfügiger Störungen.